# Echinodillo cavaticus
Echinodillo cavaticus är en kräftdjursart som beskrevs av Green 1963. Echinodillo cavaticus ingår i släktet Echinodillo och familjen Armadillidae. IUCN kategoriserar arten globalt som otillräckligt studerad. Inga underarter finns listade i Catalogue of Life.